# Национальный горнолыжный центр
Национа́льный горнолы́жный центр (кит. 国家高山滑雪中心, англ. Xiaohaituo Alpine Skiing Field или Chinese National Alpine Skiing Centre), также известный как «Порха́ющая сне́жная ла́сточка» (кит. упр. 雪飞燕, палл. сюэ фэй янь) — горнолыжный курорт, расположен на самой высокой вершине горы Сяохайтуо в Яньцине, к северо-западу от Пекина.
Главным конструктором центра, как и всего олимпийского кластера в Яньцине был Ли Синган, до этого проектировавший Национальный стадион к Олимпиаде-2008. 

## Описание
Национальный горнолыжный центр расположен несколько ниже вершины горы Сяохайтошань (её высота 2198,38 м), являющейся второй по высоте вершиной горы Хайтошань (высота её первой по высоте вершины — 2241 м), в северной части зоны соревнований Яньцин, к северо-западу от Пекина. Имеет 7 лыжных трасс общей длиной 21 километр, в том числе 3 лыжных трассы для соревнований и 4 тренировочные лыжные трассы. Территория проведения мероприятия имеет примерно веерообразную форму и занимает площадь около 432,4 га, самая длинная трасса имеет длину около 3 километров, а перепад высот составляет около 900 метров. Центр состоит из 4 зданий с общей площадью застройки около 43000 квадратных метров, которые разделены на стартовую зону на вершине холма, среднюю платформу, конечную зону гонок, распределительную площадку и конечную зону соревнований. Это первая горнолыжная трасса в Китае, соответствующая олимпийским стандартам, а также одна из самых сложных соревновательных площадок в мире.
Предназначен для соревнований на горных лыжах, супергигантского слалома, гигантского слалома, слалома и других 11 небольших соревнований.
Комплекс вмещает 5000 сидячих и 3500 стоячих мест для зрителей.
Горнолыжный центр имеет 9 канатных дорог и 2 буксирных канатных дороги общей протяженностью 10,14 км. От Зимней олимпийской деревни до стартовой площадки на вершине горы нужно 3 раза пересесть, пройти 4 канатные дороги общей протяженностью 5 километров, это займет около 30 минут. Средняя скорость канатной дороги составляет 3,5. метров в секунду.
Максимальная пропускная способность главной канатной дороги составляет 3200 человек в час.
Национальный горнолыжный центр спроектирован так, что издали похож на ласточку в быстром полёте, отсюда его второе название — «Порхающая снежная ласточка» (кит. упр. 雪飞燕, палл. сюэ фэй янь). Он строился новаторским методом точечного включения построек в первоначальный массив леса, а вид строений согласно замыслу авторов проекта похож на древние свайные жилища китайских народностей юга страны.

## Строительство
Согласно требованиям Международной федерации лыжного спорта к месту проекта, уклон должен иметь перепад высот 800 метров, а длина трассы должна быть не менее 3000 метров. 28 апреля 2013 года для выполнения проекта была выбрана гора Сяохайтуо.
Трудности возникшие при строительстве: На ранней стадии строительства в горах нет дорог, воды, электричества и коммуникаций, так как это новый объект в Яньцине; Международная федерация снега предъявляет очень строгие требования к трассе, и отсутствие опыта и стандартов строительства Зимних Олимпийских игр; Уклон горнолыжного склона очень большой, максимальный уклон достигает 68%, а на некоторых участках рабочая зона чрезвычайно узкая, а геологическое строение сложное, что делает невозможным достижение многих участков механическими операциями и они могут выполняться с применением рабочей силы, мулов и лошадей.
Национальный горнолыжный центр был полностью завершен в конце июня 2021 года. К настоящему времени он прошел множество тестовых мероприятий и полностью подготовлен к соревнованиям.

## Использование после Олимпиады
После зимней Олимпиады 2022 горнолыжный центр планируется сохранить на постоянной основе. В будущем он будет преобразован в парк горных видов спорта и отдыха. Его можно будет использовать в качестве круглогодичного тренировочного центра под открытым небом. Например для развития катания на горных велосипедах, альпинизма, пеших прогулок, как база для занятий спортом на открытом воздухе.

## Зимняя Олимпиада и Паралимпиада 2022

### Спортивные мероприятия
- Горнолыжный спорт на зимних Олимпийских играх 2022 года